# Heinrich Überall
Heinrich Überall (* 26. August 1999) ist ein deutscher Basketballspieler.

## Spielerlaufbahn
Überall spielte in der Jugend für TTL Bamberg und TSV Breitengüßbach. 2016 gewann er mit Breitengüßbach die deutsche U19-Meisterschaft. Zusätzlich wurde er ab der Saison 2015/16 beim Zweitregionalligisten Regnitztal Baskets eingesetzt. Zur Saison 2017/18 schaffte er – ausgestattet mit einer „Doppellizenz“ – den Sprung ins Aufgebot des Zweitligisten FC Baunach, der ebenfalls zum Nachwuchsfördernetzwerk des Bundesligisten Brose Bamberg gehört. Er wurde in der Saison 2018/19 in drei ProA-Spielen eingesetzt, verpasste mit den Baunachern allerdings den Klassenerhalt. Er spielte bis 2020 für die Mannschaft.